# Pseudomiza eugraphes
Pseudomiza eugraphes là một loài bướm đêm trong họ Geometridae.